# أخضر شيله
أخضر شيله هو مركب لاعضوي من زرنيخيت النحاس الهيدروجينية صيغته CuHAsO3؛ وهو خضاب أخضر مصفر اللون، وسام جداً.
ينسب هذا الخضاب إلى الكيميائي كارل فلهلم شيله، الذي اكتشفه سنة 1775.

## التحضير
يحضر المركب من تفاعل كربونات الصوديوم مع أكسيد الزرنيخ الثلاثي مما يؤدي إلى الحصول على محلول من زرنيخيت الصوديوم، والذي يفاعل مع كبريتات النحاس الثنائي للحصول على الناتج المطلوب.

## الخواص
يوجد المركب في الشروط القياسية على شكل صلب أخضر مصفر، وهو عملياً غير منحل في الماء، ويتفكك بالتسخين.

## الاستخدامات
كان يستخدم مع أخضر باريس حتى أوائل القرن العشرين في تحضير المبيدات؛ وكذلك في مجال الصباغة والتلوين؛ لكن هذه التطبيقات تراجعت كثيراً بسبب توفر بدائل أفضل.